# Allison to Lillia
Allison & Lillia (яп. アリソンとリリア Арисон то Ририа, Аллисон и Лиллия) — японский аниме-сериал, созданный компанией Madhouse на основе сюжета двух романов Кэйити Сигусавы — «Allison» и «Lillia and Treize». 26 серий транслировались по каналу NHK с 3 апреля по 2 октября 2008 года. Первые 13 серий сериала описывает первую новеллу — «Allison», последние — «Lillia and Treize». Сериал был лицензирован на территории США компанией Sentai Filmworks, дистрибьютор — Section23 Films. Первая часть сериала начала транслироваться 17 мая 2011 года, вторая часть 12 июля 2011 года.

## География и мир
Мир, где разворачивается главное действие состоит из огромного, единого континента, который разделён с самого севера до юга горным хребтом и широкой рекой — Лутони (примерно на 60 градусов северной широты). Соответственно по обе стороны существуют разные культуры. Восточная область известна как конфедерация Рокшеннон (яп. ロクシェ Рокушэ), а западная как объединённое королевство Су-Бэйл (яп. スー･ベー･イル Су: Бэ: Иру). Конфедерация Рокшеннон состоит из 16 стран, жители которой разговаривают на едином языке. Королевство Су-Бэйл включает в себя 2 царства и ещё несколько мелких стран. Как и на востоке, западных людей объединяет общий язык. Среди жителей западного континента преобладают блондины, у восточных — брюнеты. В 3287 году по местному календарю, летом началась война между западом и востоком, которая длилась 30 лет. В результате федерация и королевство договорились создать буферную зону вдоль реки и гор континента. Уровень технологий сравним с земным в 30-е годы.

## Сюжет

### Allison
Первую часть сериала охватывает история первой новеллы, где главной героиней является Аллисон Уиттингтон, молодая блондинка и пилот ВВС Roxche которая имеет хороший опыт по вождению Биплана. Однажды Аллисон посетила давнего друга Вилла, который остался в школе на летние каникулы, с ним Аллисон не виделась уже полгода. Во время путешествия в сельской местности недалеко от школы главные герои столкнулись со стариком, который рассказал, что существует сокровище, которое вероятно является ключом к концу войны или же напротив, нарушит перемирие и усугубит военную ситуацию. Никто не верил старику кроме главных героев. Позже Аллисон и Вилл отправятся на поиски сокровища в опасное приключение на восток, к ним позже присоединяется Карр Бенедикт, пилот военно-воздушных сил Су-Бэйла.

### Lillia and Treize
Действие происходит примерно через 15 лет после событий с первой части. История разворачивается вокруг Лиллии Шульц или просто Лиллии. Она — дочь Аллисон и Вилла, которые стали секретными агентами Су-Бэйл. Лиллия встречается с Трезем и Мариеллей во время школьных каникул и тогда начинаются новые захватывающие приключения.

## Список персонажей
Аллисон Уиттингтон (яп. アリソン・ウィッティングトン Арисон Виттингутон) — главная героиня первой части сериала, родом из Су-Бэйла. Ещё в детстве её отец оставил Аллисон в приюте, в Рокшенноне. Молодая, блондинка и пилот ВВС которая имеет хороший опыт по вождению Биплана. Когда-то была воспитана в приюте вместе с Виллом. Очень весёлая, импульсивная, обладает хорошими спортивными навыками и немного инфантильная. Во время беды всегда готова помочь. Очень ревнует, когда становится свидетелем любовных сцен Бенедикта и Фионы. Она влюблена в Вильгельма и ищет взаимности, но безрезультатно. Во второй части выясняется, что она от Вилла рожает Лиллиан и живёт вместе с ней в квартире.
Сэйю: Нана Мидзуки
Вильгельм Шульц (яп. ヴィルヘルム・シュルツ Вирухэруму Сюруцу) — друг детства Аллисон, родом из Рокшеннона. Он способен запоминать всё мгновенно, а также отличный стрелок. В отличие от Аллисон, он не любит приключения, но следует за ней. У Вилла более спокойный и уравновешенный характер, как правило, он мыслит во всех ситуациях трезво. Позже женится на Аллисон, инсценирует свою смерть и становится тайным агентом.
Сэйю: Мотоко Кумаи
Карр Бенедикт (яп. カー・ベネディクト Ка: Бэнэдикуто) — пилот военно-воздушных сил Су-Бэйла, становится новым другом Аллисон и Вильгельма и всегда готов помочь им в случае необходимости. По просьбе Аллисон и Вилла берёт на себя задачу на предоставление доказательств, что Су-Бэйл и Рокшеннон были когда-то одной цивилизацией, таким образом становится героем мирового масштаба. После того, как присоединился к главным героям, чтобы помочь Фионе вернуть право трон «Икстова», Бенедикт влюбляется в неё и позже женится на ней.
Сэйю: Коити Ямадэра
Фиона (яп. フィオナ Фиона) — последний член королевской семьи маленького государства, которая осталась в живых. Она является младшей сестрой-близнецом Франчески — наследницы престола, которая умерла вместе с родителями во время покушения. Вела одинокий образ жизни в маленькой деревне, которая была создала специально для защиты Фионы, до встречи с Аллисон, Виллом и Бенедиктом. Они помогли ей вернуть право на трон под именем Франчески. Позже Фиона влюбляется в Бенедикта и выходит замуж за него. Имеет большую страсть к фотографии.
Сэйю:Мамико Ното
Лиллия (яп. リリア Ририа) — главная героиня второй части сериала. Лиллии 15 лет. Она является дочерью Аллисон и Вилла. Её полное имя — Лиллиана Асасия Корадзон Виттингтон Шульц, она стесняется его говорить и предпочитает имя — Лиллия. Сочетает в себе черты характера и способностей обоих родителей, например умеет как Аллисон хорошо водить самолёты.
Сэйю: Нана Мидзуки
Трез (яп. トレイズ Торэидзу) — младший брат близнец Мариэль и сын Бенедикта и Фионы. Лучший друг Лиллии. А также формирует романтические отношения с Лиллией, как это было с Аллисон и Виллом. Будучи сыном Фионы он является принцем королевства Икстовы, хотя Лиллия не знает об этом, и только видит в нём друга детства. Он отдалён от политики и даже не претендует на трон, предпочитая мирскую жизнь политике.
Сэйю: Хироюки Ёсино
Корадзон Муто (яп. コラソン・ムート Корасон Му:то) — она живёт в Рокшенноне и заботится о детях-сиротах. В том числе в своё время приютила Аллисон и Вилла. Родом из Су-Бэйл. Из-за гуманитарной деятельности в Рокшенноне её соотечественники стали относиться к ней с презрением. Может говорить на языке Су-Бэйл и Рокшеннон.
Сэйю: Тосико Фудзита
Мариэль (яп. メリエル Мэриэру) — дочь Бенедикта и Фионы, сестра-близнец Трез. Она является официальным наследником престола Икстова. У неё очень упрямый и настырный характер, во многом она похожа на Аллисон. У Мариэль острый зуб в углу рта, который виден, когда она говорит.
Сэйю: Тива Сайто
Травас (яп. トラヴァス Торавасу) — приемный сын Радиа. Один из высокопоставленных военных армии Су-Бэйла, имеет звание майора. Травас на самом деле Вильгельм Шульц. Он знает о королевском происхождении Трез и приветствует его: «Ваше Высочество», когда Лиллия не видит.
Сэйю: Тосиюки Морикава
Анна — она правая рука Траваса, отлично владеет оружием, даже лучше чем Травас. Её отец был капитаном Гранцом, который погиб при нахождении фресок. Анна лично винит себя за его смерть.
Матильда (Хильда) — королева Су-Бэйл, очень добрая и проницательная, но очень одинокая. Дружит с Мариэль. Трезу однажды предложили работать в качестве финансиста Матильды.

## Музыка
Официальный релиз синглов состоялся 25 июня 2008 года.
Заставка«Tameiki no Hashi» (яп. 溜め息の橋) исполняли: Kuricorder Quartet и Синоэ Юкава
Концовка«Sayonara no Omajinai» (яп. サヨナラのおまじない) исполняли: Kuricorder Quartet и Сё Мацумото

## Критика
Представитель сайта Anime News Network, Терон Мартин отметил, что сюжет аниме-сериала нестандартен и интересен сам по себе, стиль персонажей для сериала 2008 года немного старомодный, однако сериал насыщен яркими красками.